# Dianópolis (microregio)
Dianópolis is een van de acht microregio's van de Braziliaanse deelstaat Tocantins. Zij ligt in de mesoregio Oriental do Tocantins en grenst aan de microregio's Jalapão, Porto Nacional, Gurupi, Barreiras (BA), Chapada dos Veadeiros (GO) en Porangatu (GO). De microregio heeft een oppervlakte van ca. 47.173 km². In 2006 werd het inwoneraantal geschat op 118.377.
Twintig gemeenten behoren tot deze microregio:
- Almas
- Arraias
- Aurora do Tocantins
- Chapada da Natividade
- Combinado
- Conceição do Tocantins
- Dianópolis
- Lavandeira
- Natividade
- Novo Alegre
- Novo Jardim
- Paranã
- Pindorama do Tocantins
- Ponte Alta do Bom Jesus
- Porto Alegre do Tocantins
- Rio da Conceição
- Santa Rosa do Tocantins
- São Valério da Natividade
- Taguatinga
- Taipas do Tocantins

Mesoregio's: Ocidental do Tocantins · Oriental do Tocantins

Microregio's: Araguaína · Bico do Papagaio · Dianópolis · Gurupi · Jalapão · Miracema do Tocantins · Porto Nacional · Rio Formoso